# إينفيلد (نيوهامشير)
إينفيلد (بالإنجليزية: Enfield, New Hampshire)‏ هي بلدة أمريكية تقع في الولايات المتحدة في مقاطعة غرافتون (نيوهامشير). يقدر عدد سكانها بـ 4,582 نسمة ومساحتها 111.6 كم2وترتفع عن سطح البحر 237 متر.

## معرض صور

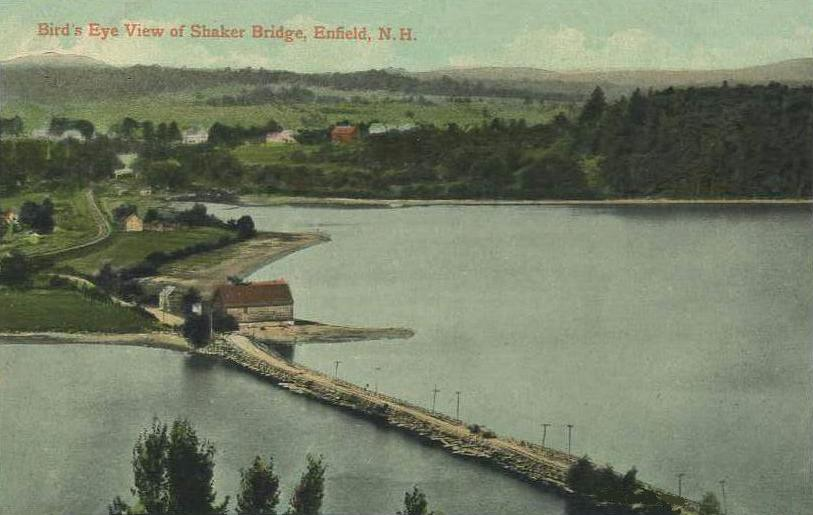
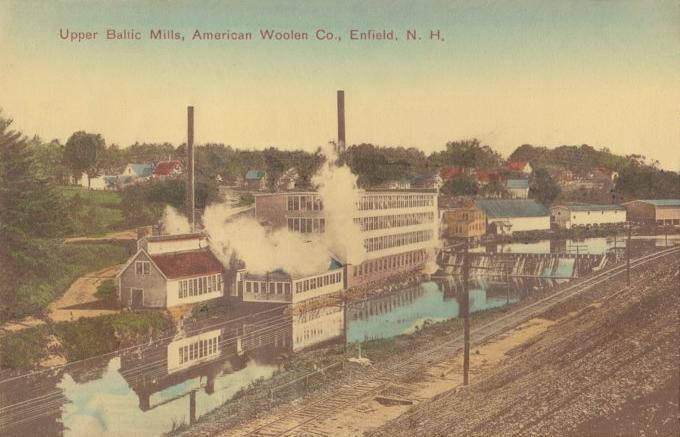
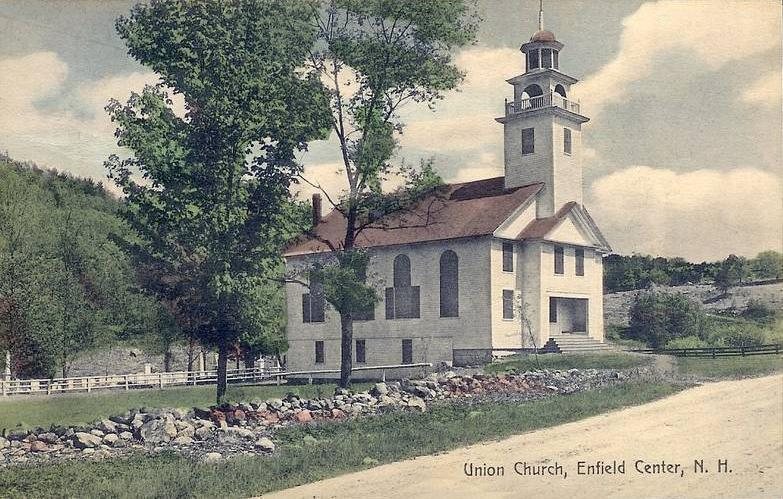